# Heilig Hartbeeld (Oerle)
Het Heilig Hartbeeld is een standbeeld in de Nederlandse plaats Oerle, in de provincie Noord-Brabant.

## Achtergrond
Het Heilig Hartbeeld is geplaatst in een klein plantsoen naast de entree van de Sint-Jan de Doperkerk in Oerle. Het beeld werd gemaakt door Jan Custers en werd op 30 maart 1921 ingezegend.

## Beschrijving
De op een halve wereldbol staande Christusfiguur is gekleed in een gedrapeerd gewaad. Zijn linkerhand ligt bij het Heilig Hart op zijn borst, de rechterhand is omhoog geheven en wijst naar de hemel. De gemetselde bakstenen sokkel heeft vier klauwstukken die in kruisvorm zijn geplaatst.